# Gösta Ekmans väg
Gösta Ekmans väg är en väg i Eriksvik i Nacka kommun. Den är namngiven efter Gösta Ekman den äldre som hade en sommarstuga där.